# 相俣ダム
相俣ダム（あいまたダム）は、群馬県利根郡みなかみ町相俣、一級河川・利根川水系赤谷川に建設されたダムである。
国土交通省関東地方整備局が管理する多目的ダムであり、高さは67.0mの重力式コンクリートダム。東京都を始めとする首都圏の水がめ・利根川上流ダム群の一つである。利根川に合流する赤谷川の治水と、群馬県営の水力発電を目的としている。ダムによって出来た人造湖は赤谷湖（あかやこ。後述）と呼ばれるが、こちらの方が有名である。

## 沿革
カスリーン台風によって甚大な被害を受けた利根川水系の総合的な治水対策を図る為、経済安定本部の諮問機関である治水調査会は利根川水系に多くの多目的貯水池を建設することを柱とした総合的治水整備を提言した。これを受けた建設省関東地方建設局は「利根川改訂改修計画」を策定し、その中心として利根川水系に九基の多目的ダム建設を計画した。これが利根川上流ダム群であり、既に利根川本川に藤原ダムの建設が開始されていた。
赤谷川では1948年（昭和23年）よりダム建設のための予備調査が行われていた。その後事業は群馬県営の治水事業に移管され、補助ダム事業・「赤谷川総合開発事業」として1952年（昭和27年）より建設が開始され、1956年（昭和31年）に本体は完成した。だが試験的に貯水し異常が無いか確認する「試験湛水」においてダム左岸部の岩盤から漏水が発生している事が判明し、群馬県は建設省に処理を依頼した。この為同年より左岸部の地盤表面にコンクリート舗装を施し遮水を図る工事を実施。3年の歳月を経て1959年（昭和34年）に処理が完了しダム事業は完全に完成した。これ以降ダムは建設省（現・国土交通省）の直轄管理下となる。
2021年（令和3年）度より相俣ダム堰堤改良事業に着手。治水機能の強化と利水運用の弾力化を目的として、引張ラジアルゲートを備え145立方メートル毎秒を放流できる主放流管と、ジェットフローゲートを備え3立方メートル毎秒を放流できる小容量放流管を増設するもので、2028年（令和10年）度の完成を予定している。

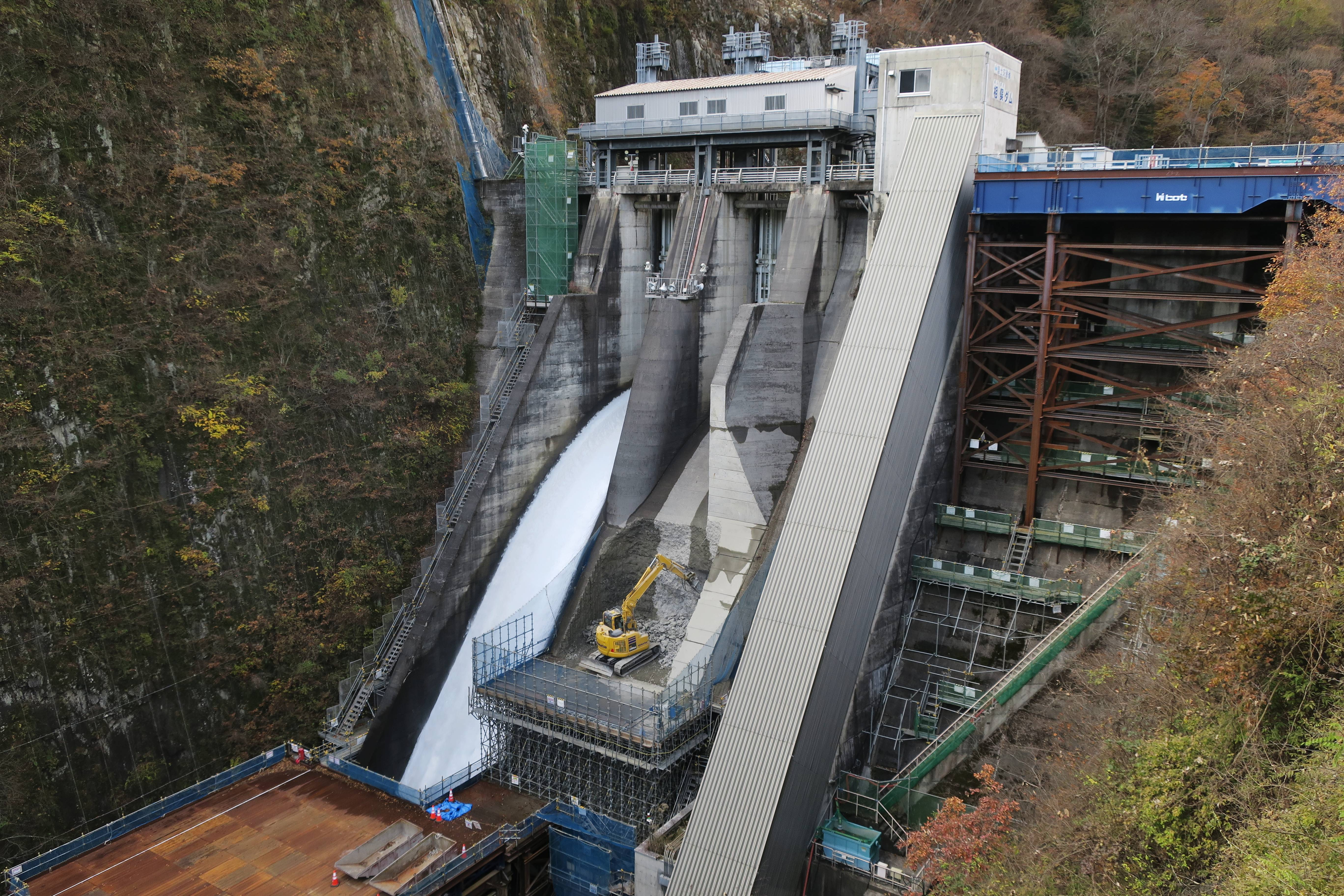
相俣ダム堰堤改良事業（2024年11月）

## 目的
相俣ダムは赤谷川及び合流後の利根川沿岸で、カスリーン台風時の洪水を基準とした計画高水流量（毎秒650トン）を毎秒330トンに軽減（毎秒320トンのカット）を図る洪水調節、埼玉県久喜市地点において慣行水利権分の用水を毎秒140トン確保する不特定利水、相俣発電所（認可出力：7,300kW）・桃野発電所（認可出力：6,200kW）による水力発電が目的である。のちに相俣ダムからの河川維持放流水を利用した相俣第二発電所（120kW）が増設されている。いずれも群馬県企業局による県営発電事業であり、群馬県は特に県営発電事業が充実している自治体でもある。
現在は首都圏の水がめとして重要な役割を果たしており、前橋市にある利根川ダム統合管理事務所によって総合的な管理が行われている。ダムサイトは深く切り立ったV字谷である為、堤高と堤長の比で堤高の比が極めて大きくなった縦長のダムでもある。

## 赤谷湖

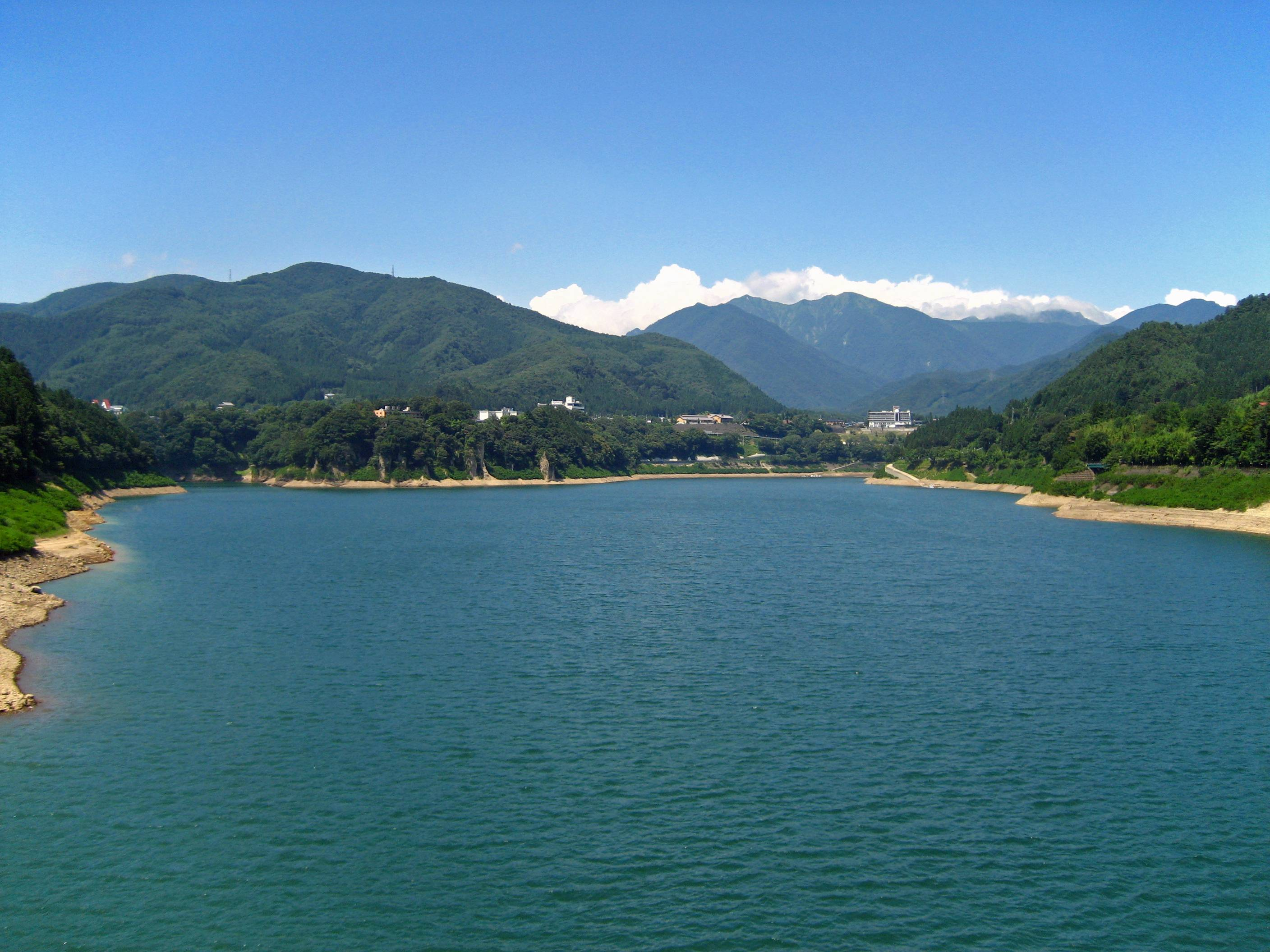
赤谷湖
対岸は猿ヶ京温泉で遠方に三国山が見える

ダムによって出来た赤谷湖沿いに佇む猿ヶ京温泉は名湯として知られている。元来は赤谷川沿いにあったが、ダム建設に伴い水没した。この状況は八ッ場ダムと川原湯温泉の関係に似ている。だが猿ヶ京温泉の場合は源泉が残存した事により新しい温泉街の建設に力を注ぎ、新しく出来た赤谷湖湖畔に多くのホテルや旅館が立ち並び、観光客も多く訪れる群馬県でも有数の温泉郷となった。
近くを通る国道17号は通称三国街道と呼ばれ、新潟方面に進むと三国峠を越える事になる。この道は古来より越後と上野を結ぶ重要な街道であり、戦国時代の武将上杉謙信は十数回もここを越えて関東へ攻め入っている。水上温泉や谷川岳、湯沢町のスキー場にも近く、観光拠点として発展している。
なお、2005年（平成17年）には、みなかみ町の推薦により財団法人ダム水源地環境整備センターが選定するダム湖百選に選ばれている。

## 川古ダム計画
相俣ダム完成後首都圏の人口は爆発的に増大し、それに対応すべく利根川水系の水資源開発は建設省や水資源開発公団（現・水資源機構）によって精力的に継続されていった。だが1980年代に入ると二、三年に一度の割合で渇水が発生し、更に少雨化傾向が地球温暖化の影響もあって顕著になっていった。建設省はこうした異常渇水に対応出来る様な水需給を確保する為、渇水対策容量を貯水池に保有する「緊急水需要対策ダム事業」を推進した。
この中で白羽の矢が立ったのが赤谷川で、相俣ダム上流の川古温泉上流部の赤谷川に「川古ダム」の建設を計画した。川古地点に高さ131.0mの重力式コンクリートダムを建設し、総貯水容量46,000,000トンの90%を洪水調節の他上水道・工業用水に充当し、首都圏の渇水対策に供用しようとした。
ダムは1990年（平成2年）より実施計画調査が行われたが、その後規模を拡大し堤高160.0m、総貯水容量は76,000,000トンにまで増大した。だが首都圏の水需要が伸び悩みを見せる様になり、折からの公共事業見直しの機運も重なってダム事業に対する再検討が求められた。その結果、水需要の減少によりダム建設の必要が薄れた事により、川古ダムの建設事業は中止となった。

## ギャラリー

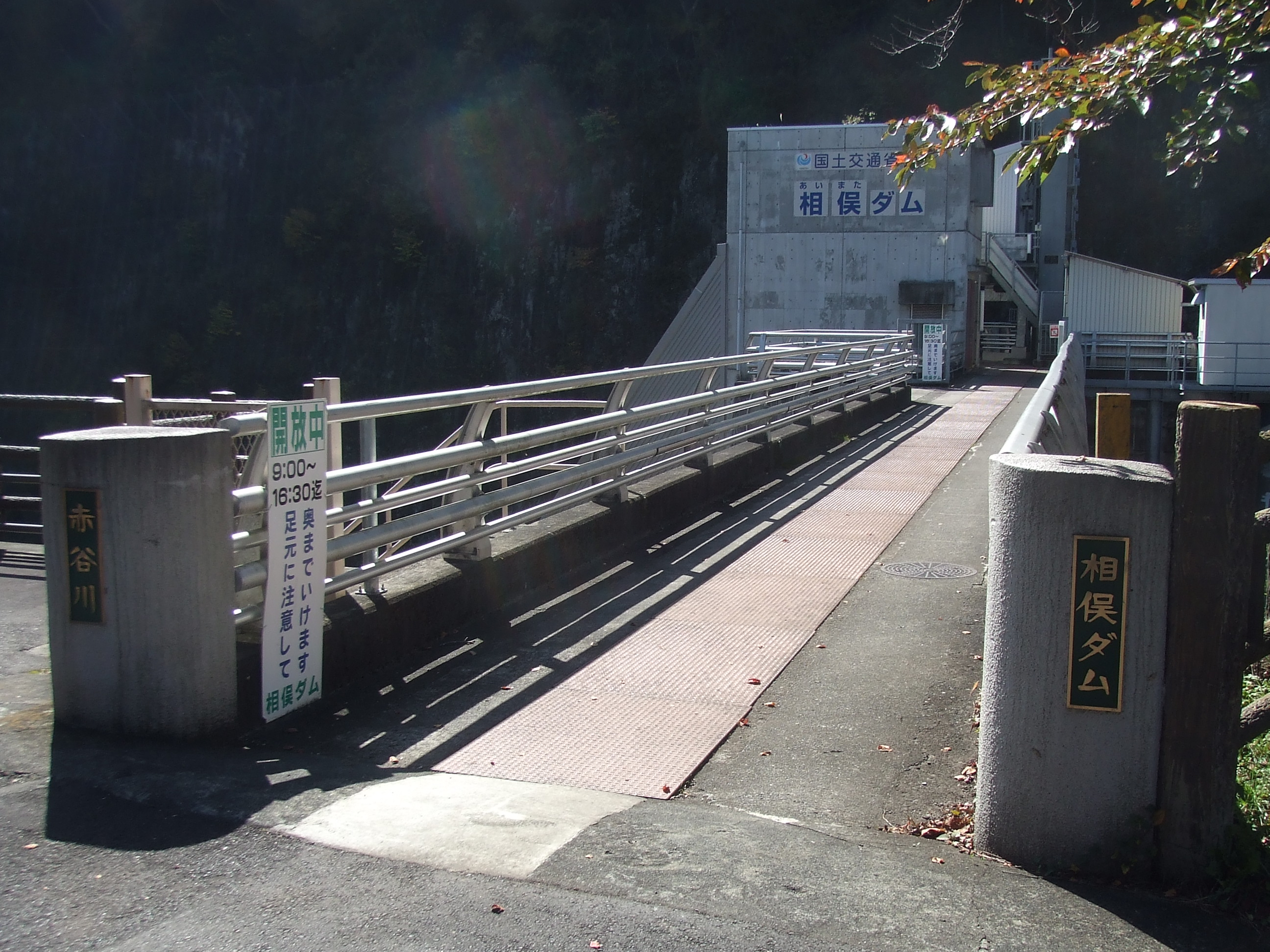
天端は道になっていて歩くことができる（2009年10月）
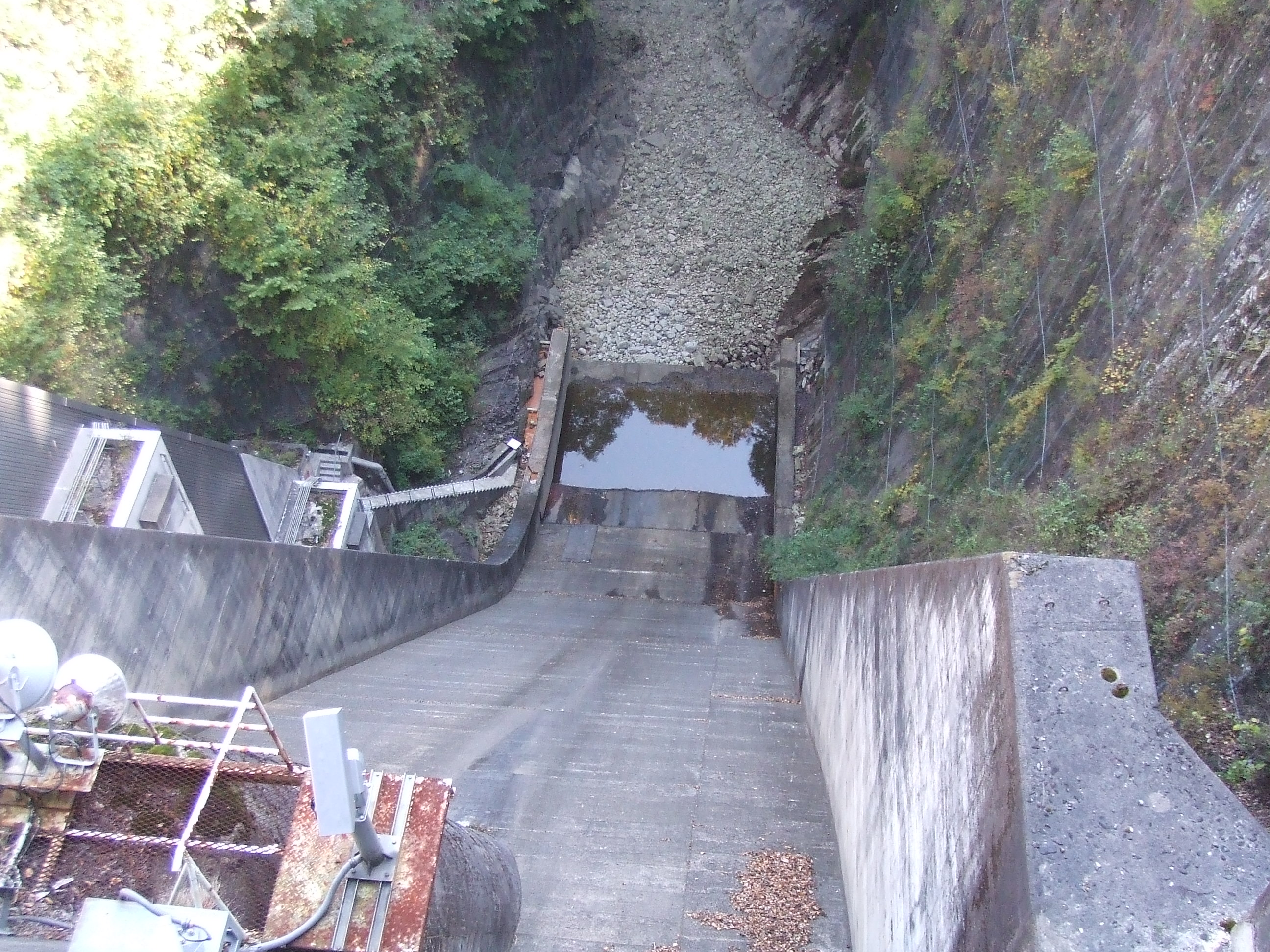
堤体から下流を望む（2009年10月）
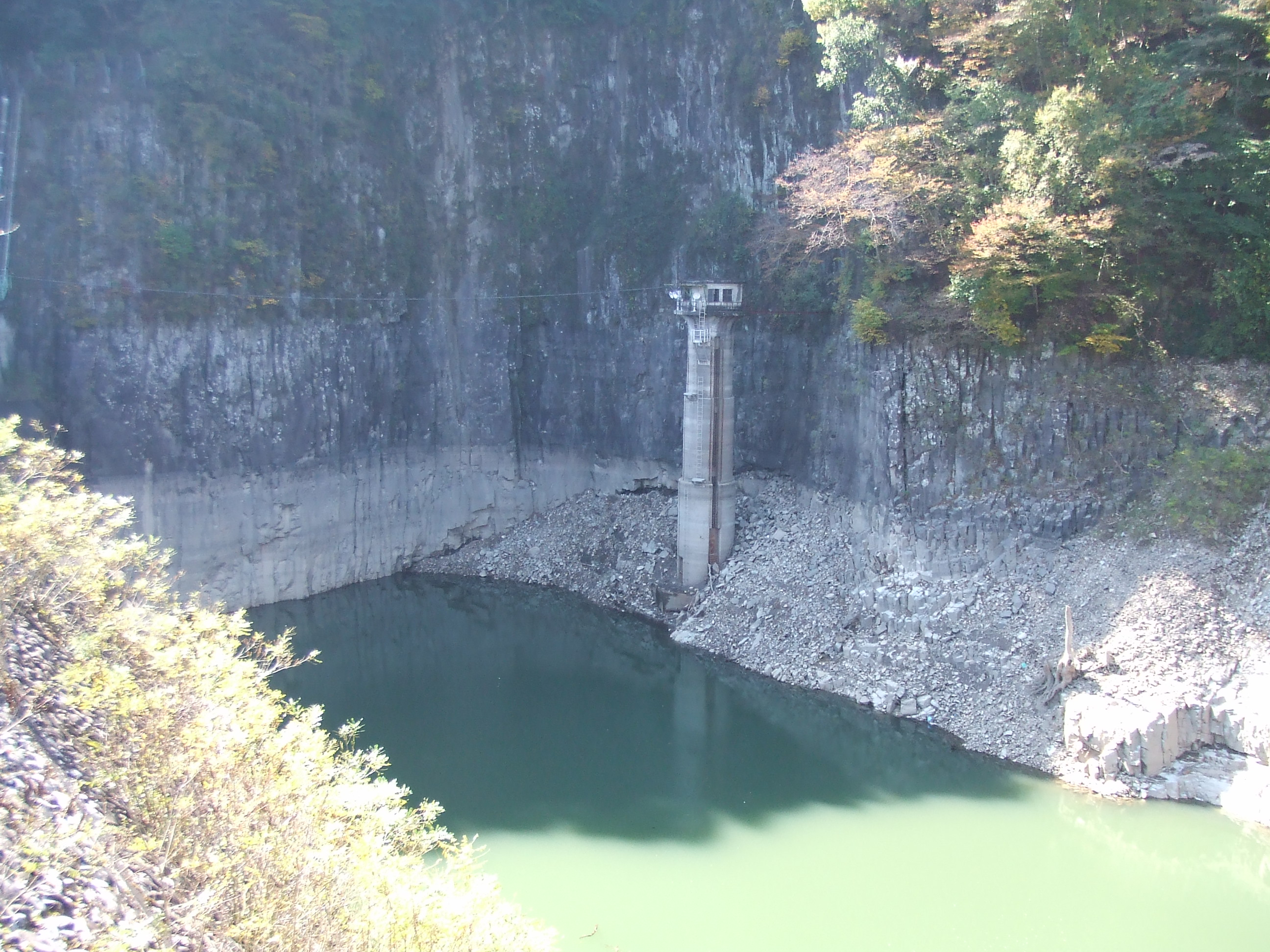
水位が低いと切り立った谷であることがよくわかる（2009年10月）
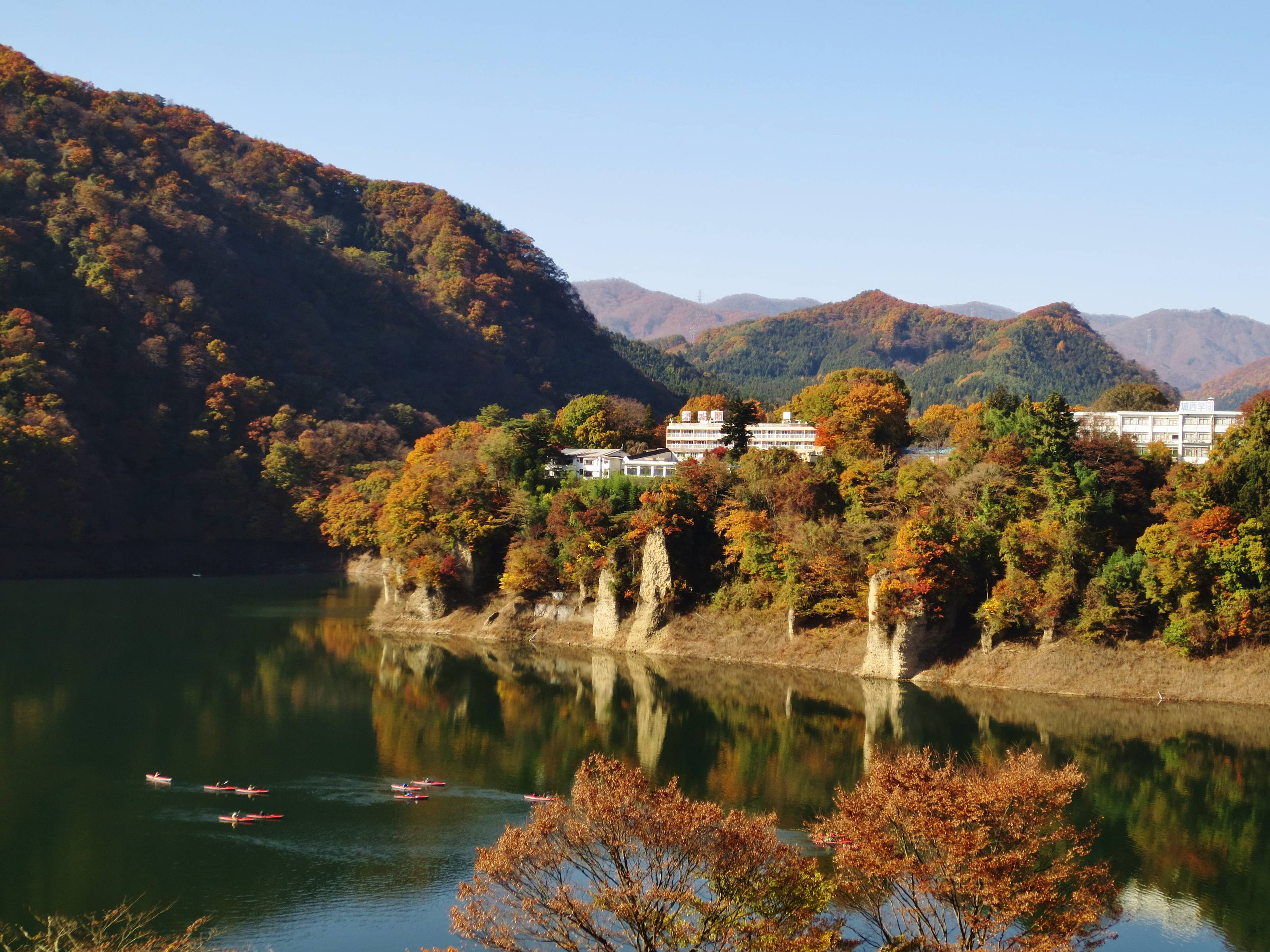
赤谷湖のほとり猿ヶ京温泉（2016年11月）